# Octoblepharum exiguum
Octoblepharum exiguum är en bladmossart som beskrevs av C. Müller 1900. Octoblepharum exiguum ingår i släktet Octoblepharum och familjen Dicranaceae. Inga underarter finns listade i Catalogue of Life.